# Filip Langer
Filip Langer (* 29. prosince 2001 Horoměřice) je český florbalový útočník, reprezentant, vicemistr světa z roku 2022, juniorský mistr světa z roku 2019 a dvojnásobný mistr Švédska. V nejvyšších soutěžích Česka a Švédska hraje od roku 2017, od sezóny 2023/2024 za klub Storvreta IBK.

## Klubová kariéra

### Tatran Střešovice
Langer s florbalem začal v sedmi letech v Tatranu Střešovice. Přestože byl již od 15 let ještě v dorosteneckém věku nominován do mužské florbalové reprezentace, nemohl podle pravidel hrát českou nejvyšší soutěž. Tatran dostal od Českého florbalu výjimku, aby se Langer mohl lépe připravovat na Mistrovství světa v roce 2018. Výjimka byla ale po odvolání soupeřů zrušena po několika zápasech, které Langer odehrál v sezóně 2017/2018. Aby mohl dál hrát vrcholový florbal, odešel Langer na začátku roku 2018 hostovat do týmu Pixbo IBK, do Švédské Superligy.
Od sezóny 2018/2019 již pravidelně nastupoval za Tatran v Superlize a stal se nejproduktivnějším hráčem týmu. V první polovině sezóny 2019/2020 byl kapitánem, nejmladším v historii nejvyšší soutěže.

### Švédská Superliga
Během přerušení sezóny 2020/2021 kvůli pandemii covidu-19 v Česku odešel na několik týdnů trénovat do švédského klubu Storvreta IBK. Po skončení ročníku přestoupil do klubu FBC Kalmarsund, za který začal znovu hrát ve Švédské Superlize. Ve své první sezóně ve Švédsku postoupil s Kalmarsundem poprvé v klubové historii do finále a získal vicemistrovský titul. V dalším roce vstřelil rozhodující gól v semifinále švédského poháru a nakonec získal s týmem stříbro.
Po sezóně 2022/2023 přestoupil v rámci ligy společně s reprezentačním spoluhráčem Ondřejem Němečkem do klubu Storvreta IBK, aktuálního švédského mistra. Hned v prvním ročníku získali švédský ligový titul, jako druzí čeští hráči po Martinu Tokošovi. Langer ale pro zranění v play-off nehrál. V další sezóně 2024/2025 ligový titul obhájili a získali stříbro v poháru.

## Reprezentační kariéra

### Juniorská reprezentace
V roce 2017 hrál jako nejmladší český hráč poprvé na juniorském mistrovství světa ve Švédsku, kde získal bronzovou medaili. Na turnaji byl, společně s Mikulášem Krbcem, nejproduktivnějším českým hráčem.
V roce 2019 hrál na mistrovství světa juniorů v Kanadě, kde česká florbalová reprezentace poprvé získala zlatou medaili na jakémkoli florbalovém mistrovství světa. Langer vstřelil ve finále dva góly, ze kterých již první byl vítězný. Za své dvě účasti stanovil český rekord v produktivitě na juniorských mistrovstvích, který na dalším mistrovství překonal Filip Forman.

### Mužská reprezentace

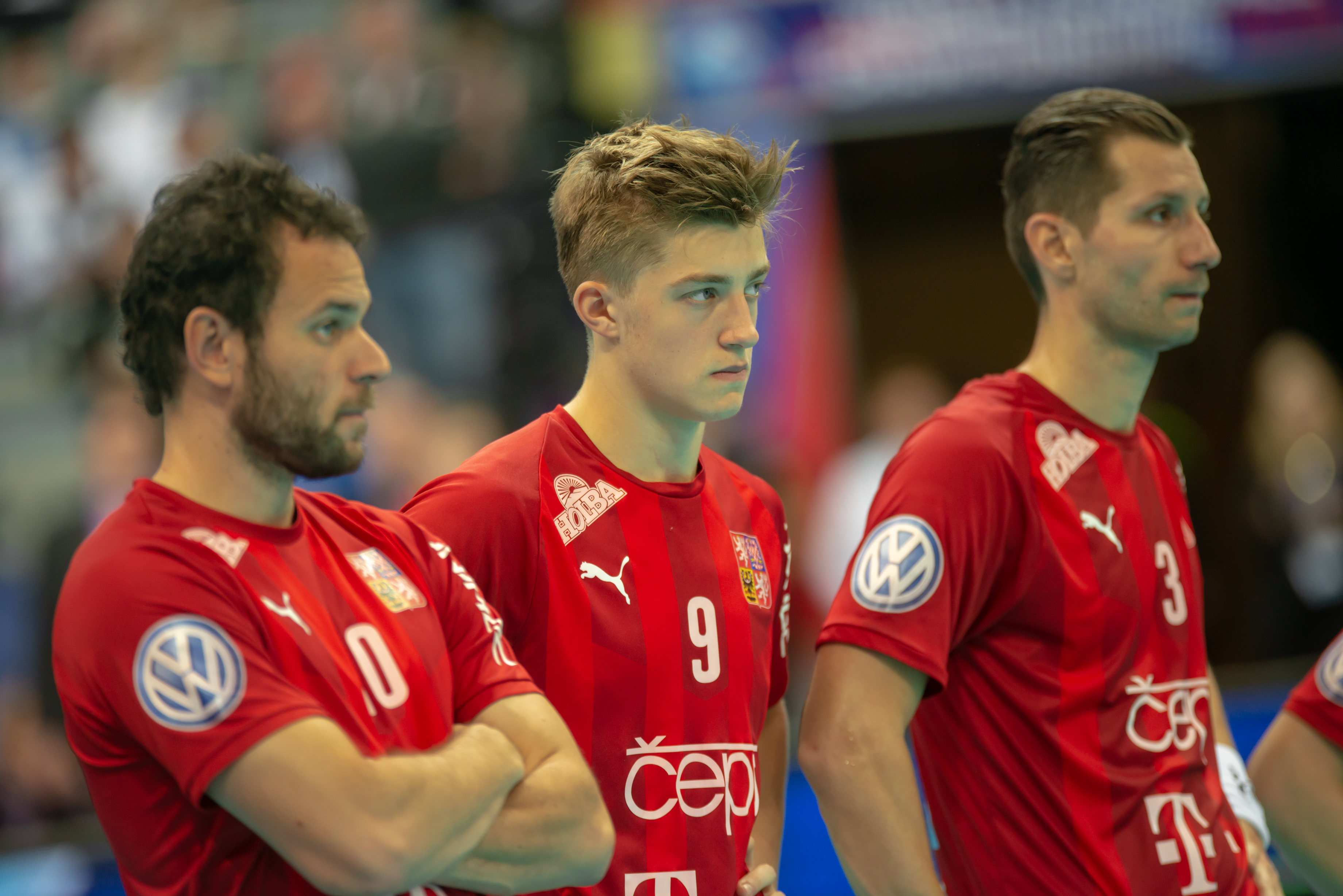
Langer (uprostřed) po prohraném zápase o bronz na Mistrovství světa 2018

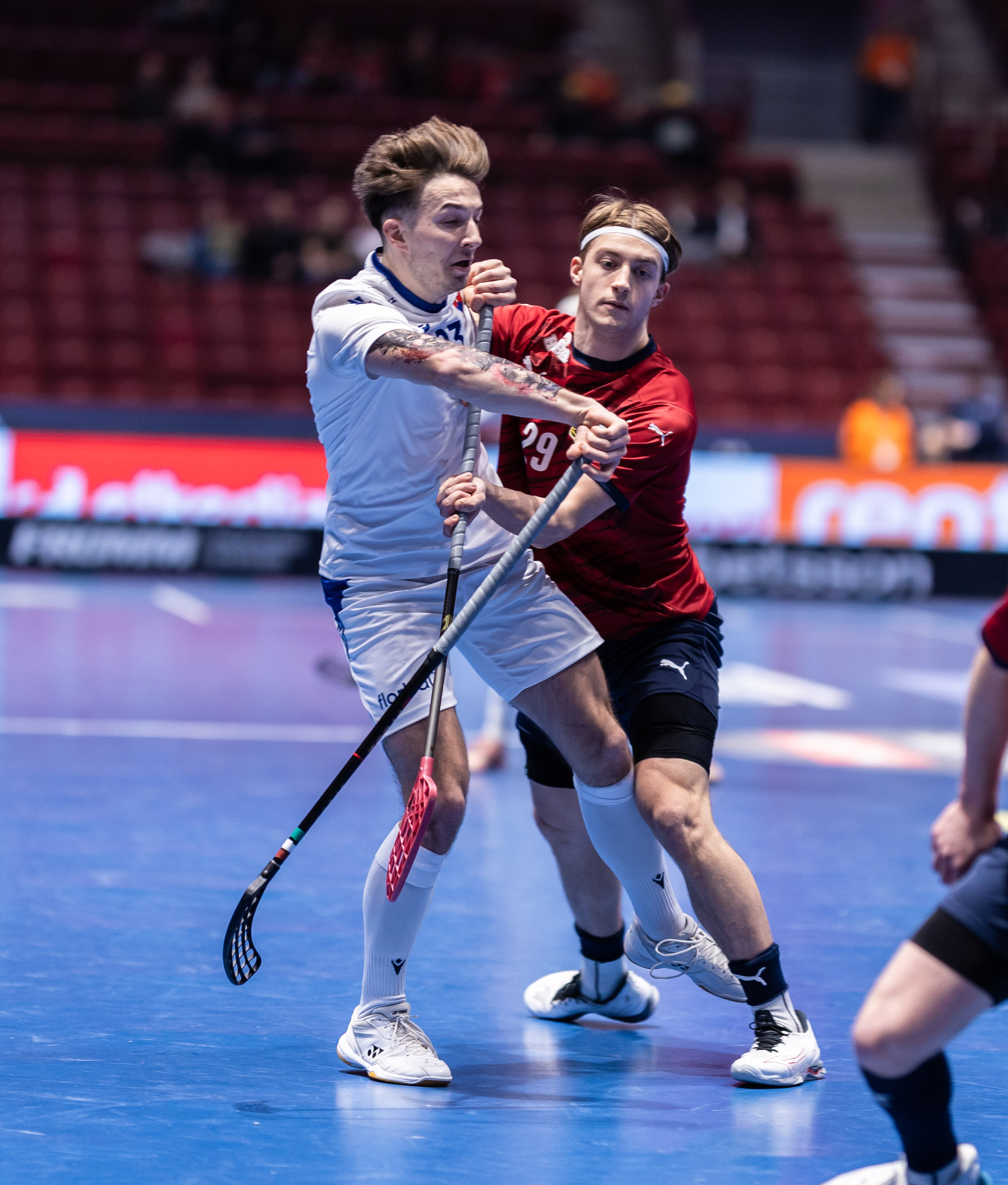
Langer (v červeném) na Mistrovství světa 2024

Do mužské florbalové reprezentace byl nominován již v 15 letech ještě v dorosteneckém věku. V šestnácti letech reprezentoval Česko na mužském Mistrovství světa v Praze v roce 2018. Překonal tak Daniela Foltu na pozici nejmladšího reprezentanta Česka v historii.
Na Euro Floorball Tour v říjnu 2021 přispěl dvěma góly včetně vítězného k druhé české porážce Švédska v historii.
Na Mistrovství světa ve florbale 2020 vstřelil vítězný gól v prodloužení v zápase o bronz nad Švýcarskem. Zajistil tak české reprezentaci první medaili po sedmi letech. K dalšímu bronzu přispěl dvěma brankami na Světových hrách 2022.

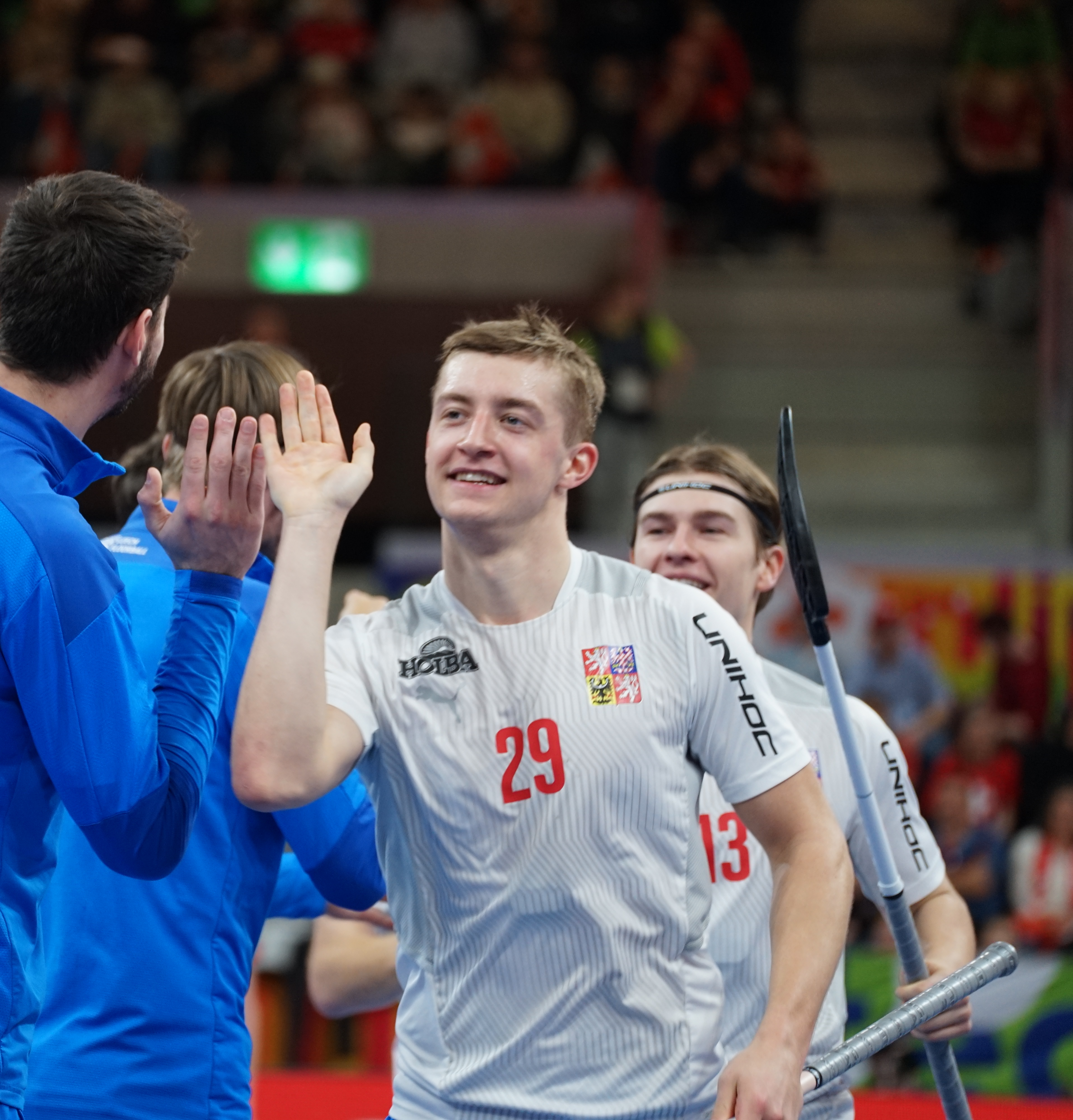
Langer slaví gól v semifinále Mistrovství světa 2022

Rozhodující gól vstřelil i v semifinále Mistrovství světa v roce 2022, kde Česko získalo po 18 letech druhou stříbrnou medaili a Langer byl druhým nejproduktivnějším hráčem týmu. Mimo to v zápase ve skupině s týmem vybojoval první českou remízu se Švédskem na mistrovství v historii.
V listopadu 2023 s týmem potřetí v historii vyhráli turnaj EFT. Na něm porazili dosud nejvyšším rozdílem 12:8 Švédsko a jako první jim nastříleli dvoumístný počet branek, k čemuž Langer přispěl jedním gólem.
V kvalifikaci na Mistrovství světa 2024 nahradil v roli kapitána zraněného Ondřeje Němečka. Na samotném šampionátu asistoval na dva góly ve vítězném zápase o bronz.
| Umístění         | Soutěž                                       |
| ---------------- | -------------------------------------------- |
| Bronzová medaile | Mistrovství světa ve florbale do 19 let 2017 |
| 4.               | Mistrovství světa ve florbale 2018           |
| Zlatá medaile    | Mistrovství světa ve florbale do 19 let 2019 |
| Bronzová medaile | Mistrovství světa ve florbale 2020           |
| Bronzová medaile | Florbal na Světových hrách 2022              |
| Stříbrná medaile | Mistrovství světa ve florbale 2022           |
| Bronzová medaile | Mistrovství světa ve florbale 2024           |

## Ocenění
V letech 2018 a 2019 byl vyhlášen za českého juniora sezóny.